# Recensement automatisé des vœux des élèves
Pour les articles homonymes, voir Ravel (homonymie).
RAVEL (Recensement automatisé des vœux des élèves) est une ancienne plateforme télématique (Minitel : 3614 RAVEL) employée afin de recenser les vœux des élèves franciliens souhaitant continuer leurs études après la terminale.

## Historique[1]
- 1987 : RAVEL est à l'essai en région parisienne et sert à recenser les vœux des bacheliers.
- 1990 : RAVEL est généralisé aux lycées des académies de Créteil - Paris - Versailles pour les inscriptions à l'université des élèves de Terminale.
- 2004 : RAVEL intègre le world wide web (Internet)

Il était obligatoire pour tous les élèves voulant s'inscrire en filière universitaire ou en filière sélective (CPGE, STS, IUT, FCIL, DPECF). Il a été remplacé en 2009 par APB, lui-même remplacé en 2018 par la plateforme Parcoursup.
Le calendrier de RAVEL était habituellement le suivant :
- Janvier-février : phase d'information (le lycéen se renseigne sur les filières qui l'intéressent),
- Mars-avril : recensement des vœux (le lycéen est invité à entrer ses vœux par le biais du logiciel de recensement),
- Mai-juin : choix sélectif des filières (le lycéen obtient les premiers échos des différentes filières et effectue un premier choix par maintien ou élimination des filières),
- Juillet : inscriptions définitives (le lycéen valide définitivement la filière qu'il veut choisir).